# Teresa Amat i Canals
Teresa Amat i Canals (Martorell, 1950 - 29 de setembre de 2024) va ser una filòloga, escriptora i blogaire catalana. Es va llicenciar en filologia catalana per la Universitat de Barcelona. Va treballar de tècnica al Consorci per a la Normalització Lingüística. Era patrona de la Fundació Francesc Pujols.
L'any 2009 va publicar Castracions. Cinquanta anys de revolució cubana. Aquest assaig va sorgir de la seva estada a Cuba i de la necessitat d'explicar la situació del país, els motius pels quals es va desencadenar la revolució i quines han estat les seves conseqüències, entre molts altres aspectes d‘interès tractats a fons. L'any 2016 va publicar el recull de relats Tot ve que s'acaba (Viena, 2016). Premi Vila de Martorell 2015. El 2024 va publicar El plaer de l'art. Josep Pla i els artistes (Ed. Sidillà), un recorregut per les pàgines dedicades per l'escriptor a l'art i els artistes. una de les primeres blocaires de la blogosfera catalana, autora del bloc Les paraules i els dies.